# Camponotus occasus
Camponotus occasus är en myrart som beskrevs av Carlo Emery 1920. Camponotus occasus ingår i släktet hästmyror, och familjen myror. Inga underarter finns listade.